# R-73
Il missile R-73 (AA-11 Archer, secondo la denominazione NATO) è un progetto di missile a guida infrarossa di terza generazione sviluppato in Unione Sovietica per armare gli intercettori MiG-29 e Sukhoi Su-27 e derivati.
Ha una grande capacità di manovra nel combattimento ravvicinato grazie alla spinta direzionale e al collegamento al sistema di puntamento integrato nel casco del pilota (modello russo Shchel-3UM).